# Gabriel Urralburu
Gabriel Urralburu Tainta (Ezcároz, 6 de novembro de 1950) é um político, ex-sacerdote e advogado de Navarra (Espanha). Foi presidente do Governo de Navarra entre 1984 e 1991.

## Biografia
Licenciado em Ciências Teológicas e Morais, foi ordenado sacerdote e exerceu este cargo até 1984. Membro de grupos de cristãos de base oposta ao franquismo, ingressou no PSOE em 1973, com ajuda de Victor Manuel Arbeloa; dirigiu o processo de reorganização do Partido em Navarra. Nas primeiras eleições democráticas (junho de 1977), encabeçou a lista do PSOE em Navarra e obteve o assento assento de deputado no Congresso, sendo reeleito nas eleições gerais de 1º de março de 1979.
Encabeçou a lista do PSOE nas eleições ao Parlamento em abril de 1979, obtendo quinze assentos, sendo a segunda força política do Parlamento de Navarra. Entre 1980 e 1982 formou parte da comissão que negociou com o Estado o Amejoramiento del Fuero de Navarra.
Em junho de 1982, no Congresso, foi eleito o primeiro Secretário Geral da nova organização após a separação da Agupación Socialista de Navarra do Partido Socialista de Euskadi, apostando de maneira definitiva os socialistas navarros por Navarra como comunidade foral própria e diferenciada na Espanha. 
Nas eleições ao Parlamento de Navarra de 1983 encabeçou novamente a lista do PSN-PSOE, e foi o candidato deste partido à Presidência do Governo de Navarra, cargo que ocupou desde maio de 1984 a outubro de 1987, e repetiu na legislatura (1987 a 1991).
Em 1991, apesar de ter 19 assentos (sendo a maior representação do PSN-PSOE naquele momento), passou à posição do novo Governo de Navarra de Juan Cruz Alli (do partido Unión del Pueblo Navarro), lista que conseguiu 20 assentos ao comparecer pela primeira vez todo o espírito da direita navarra, unido em uma só lista. Seguiu como líder da oposição até que em junho de 1994, e após descobrir-se e publicasse alegados dados de enriquecimento ilícito (o chamado "Caso Urralburu") que inicialmente negou, renunciou à sua eleição como Secretário Geral do PSN-PSOE, cedendo a testemunha a Javier Otano, Presidente do Parlamento de Navarra (até então vice-secretário geral do PSN-PSOE). 
Na atualidade está completamente fora da atividade pública. Licenciado em Direito pela UNED, exerce a Advocacia em Madri.